# 佳穂成美
佳穂 成美（かほ なるみ、9月9日 - ）は、日本の女性声優。広島県出身。東京俳優生活協同組合所属。

## 来歴
演劇部の台本の読み合わせを手伝っていたことから声優を目指した。
2016年に81プロデュースに所属。
2017年4月に放送された『フレームアームズ・ガール』轟雷役で初主演。日笠陽子と共にダブル主演を務めた。
2019年8月1日付けで81プロデュースを退所し、フリー期間を経て同年10月1日に東京俳優生活協同組合に所属した。

## 人物
方言は広島弁。趣味は舞台鑑賞、サイクリング。特技は料理。資格・免許は普通自動車免許。

## 出演
太字はメインキャラクター。

### テレビアニメ
2016年
- 怪盗ジョーカー（女性B）
- マギ シンドバッドの冒険（女官C）
- カードファイト!! ヴァンガードG ストライドゲート編（子供）

2017年
- BanG Dream!（生徒A、山吹沙南、ボーカルB、客、穂苅真琴、木佐木麻衣）
- デュエル・マスターズ（少年A、チュチュリス、"破舞"チュリス、一番隊チュチュリス1 他）
- フレームアームズ・ガール（轟雷）
- リトルウィッチアカデミア（生徒）
- ようこそ実力至上主義の教室へ（2017年 - 2024年、小橋夢） - 2シリーズ
- アイドルタイムプリパラ（女の子）
- 縁結びの妖狐ちゃん（翡翠）
- URAHARA（街の女性）
- ROBOMASTERS THE ANIMATED SERIES（女子部員B）
- フューチャーカード バディファイトX（子供C）
- 結城友奈は勇者である -鷲尾須美の章-

2018年
- 刀使ノ巫女（友紀）
- ポプテピピック（インスタ女A）
- キラッとプリ☆チャン（2018年 - 2021年、新柿このみ、クルル、かわいい向上委員会、あめちゃんず、まりあの姉 他）
- 弱虫ペダル GLORY LINE（観客）
- ヲタクに恋は難しい（イベントスタッフ、女性、女子学生A）
- カードファイト!! ヴァンガード（2018年 - 2019年、生徒C、幸運の運び手 エポナ、CEO アマテラス、サークル・メイガス、須依コトミ 他） - 2シリーズ
- こねこのチー ポンポンらー大旅行（子供A）
- 鹿楓堂よついろ日和（小尾哲郎）
- フューチャーカード 神バディファイト（子供C）
- ゾイドワイルド（2018年 - 2019年、子供、村の子供）
- 中間管理録トネガワ（車内販売員）
- 音楽少女（客）
- ソラとウミのアイダ（女の子）

2019年
- MIX（2019年 - 2023年、サチエ、顧問〈新体操部〉、ウグイス嬢、水着女子C、三田母） - 2シリーズ
- ポチっと発明 ピカちんキット（敵A）
- KING OF PRISM -Shiny Seven Stars-（子供、女子）
- 叛逆性ミリオンアーサー（妻A）
- 胡蝶綺 〜若き信長〜（子供、吉乃の付き人、佐久間盛重の娘）
- 神田川JET GIRLS（実況）

2020年
- 地縛少年花子くん（女子生徒A、女子生徒）
- 名探偵コナン（2020年 - 2024年、オーディション参加者、田村清美、鬼頭巴、黒猫、犬飼佑二）
- パズドラ（少年A）
- ハクション大魔王2020（案内係）
- BNA ビー・エヌ・エー（ピンクフラミンゴ）
- 炎炎ノ消防隊 弐ノ章（住民）

2021年
- アイドリッシュセブン Third BEAT!（2021年 - 2022年、女性アナウンサー、女性A） - 2シリーズ
- 名探偵コナン 警察学校編 Wild Police Story（2021年 - 2022年、女子生徒）

2022年
- 3秒後、野獣。〜合コンで隅にいた彼は肉食でした（ナオ、女B）
- シャドウバースF（少年）
- パリピ孔明（双葉）
- クレヨンしんちゃん（2022年 - 2025年、女子大生、映画の男の子、デーマエイーツ客、女子高生B、女性客）

2023年
- 放課後少年花子くん（女性生徒）
- ドラえもん（テレビ朝日版第2期）（2023年 - 2024年、おこぼれワンワン、アンナ）
- Paradox Live THE ANIMATION（アナウンサー）

2024年
- 転生貴族、鑑定スキルで成り上がる（シャーロット・レイス） - 2シリーズ
- 新米オッサン冒険者、最強パーティに死ぬほど鍛えられて無敵になる。（4244番）
- 神之塔 -Tower of God- 王子の帰還（アナウンス）
- 黄昏アウトフォーカス（少年仁）

2025年
- 俺だけレベルアップな件 Season 2 -Arise from the Shadow-（女子）
- ある魔女が死ぬまで（男の子）
- ブサメンガチファイター（バニーガール）

### 劇場アニメ
- KING OF PRISM -PRIDE the HERO-（2017年）
- 君の膵臓をたべたい（2018年、男の子）
- プロメア（2019年）
- フレームアームズ・ガール〜きゃっきゃうふふなワンダーランド〜（2019年、轟雷[15]）
- 劇場版 オーバーロード 聖王国編（2024年）

### Webアニメ
- 残念女幹部ブラックジェネラルさん（2017年、科学者サン）

### ゲーム
2017年
- 逆転オセロニア（トゥナ・トゥナ）
- クイズRPG 魔法使いと黒猫のウィズ（ポポドッグ）
- 城姫クエスト（新高山城、浜田城）
- グランドサマナーズ（ファヴル）
- 武器よさらば（[お仕置きメイド]マイ）
- SEVENTH DARK（オサキ、ヒノエ）
- 編隊少女 -フォーメーションガールズ-（クロエ・ウィリアムズ）
- ブレイブリーアーカイブ（ヨシノ、マーチ）
- ゼロから始める魔法の書（リーリ）

2018年
- 天華百剣 -斬-（歌仙兼定）
- スマッシュ&マジック（ロザリア）
- ウイニングハンド（悪戯小悪魔 リリム）
- アリス・ギア・アイギス（轟雷）

2019年
- デスティニーチャイルド（ビリー）
- MISTOVER（オリビア）

2020年
- 毎日こつこつ俺タワー（ガデ子【AK-GARDEN】、ケガキ針）
- Panty Party（くノ一/風摩あやめ）
- 誰ガ為のアルケミスト（ダフネ）

2021年
- パチスロ フレームアームズ・ガール（轟雷）
- LOST JUDGMENT 裁かれざる記憶

2022年
- けものフレンズ3（ボブキャット）
- アーテリーギア-機動戦姫-（轟雷）

2023年
- 9 R.I.P. (飛騨咲耶果）

2024年
- CosmicBreak Universal（ガデ子）
- モンスターストライク（2024年 - 2025年、吉野ヶ里、涼里）
- ヘブンバーンズレッド（玲華）
- トラブル・マギア 〜訳アリ少女は未来を勝ち取るために異国の魔法学校へ留学します〜（アニス）

### ドラマCD
- アニメ フレームアームズ・ガール ドラマCD、ドラマCD mk-II / mk-III / mk-IV / mk-V（2017年 - 2018年、轟雷）
- アニメ フレームアームズ・ガール ドラマCD：R-1 / R-2（2019年 - 2020年、轟雷）
- スワンメイドアカデミー（セシリー・ライト）

### BLCD
- キスで溶かしたそのあとに（2021年、紘〈幼少期〉）
- ひだまりが聴こえる（2021年、祐一〈幼少期〉）
- 残像スローモーション（2021年、小学生の仁）
- 春になるまで待っててね（2022年、リック〈幼少期〉）
- お前のほうがかわいいくせに（2022年、幼児・児童征二）

### デジタルコミック
- 想いの欠片（2018年、吉原サヤカ[30]）
- 恋の致死量（2022年、友人女子、亮介の元彼女、悠の母 香苗、映画内の女優[31]）

### 吹き替え

#### 映画
- ポイズンローズ（2019年、ベッキー・ハント〈エラ・ブルー・トラボルタ〉）

#### ドラマ
- ベビー・シッターズ・クラブ（2020年 - 2021年、ジェシー）

#### アニメ
- OK K.O.! めざせヒーロー（2018年、デンディ[32]）

### ラジオ
※はインターネット配信。
- ラジオ フレームアームズ・ガール（2017年 - 2018年、HiBiKi Radio Station※）[33]
- ラジオ フレームアームズ・ガール改（2018年 - 、HiBiKi Radio Station※）[34]

### ナレーション
- コトブキヤ『フレームアームズ・ガール』TV-CM（轟雷）
- いつもそばにはコミックが（TBSテレビ：2017年7月14日 - 9月29日[35]）
- 『ウチの夏フェス2017！AT-X声優バラエティ祭り』プレゼントキャンペーンCM
- 恋するメソッド（abemaTV：2021年6月28日 - 12月27日、ナレーション）
- お願い！ランキングpresents そだてれび（テレビ朝日）

### テレビ番組
- アニゲー☆イレブン!（BS11：2017年3月23日[36]）
- おしゃべり唐あげあげ太くん（広島テレビ：クサノ、靖子、2017年6月27日 - [37]）
- おすすめ！カミ旬情報（BS11：ウサミ、2017年8月1日、2018年11月29日）
- 世界ふれあい街歩き（NHK-BSP：ボイスオーバー）
- 貴方へ（NHK広島：小西清治〈幼少期〉[38]）
- バリューの真実「ひとりになりたいとき」（NHK Eテレ：2022年10月18日）

### その他コンテンツ
- ことだま屋本舗EXステージvol.2「戦国新撰組」（寧々[39]）
- よみほぐ『カチカチ山』（目黒FM、朗読[40]）
- #FFFFFF（三瀬村リオ[41][42]）
- クレジット教育動画教材『風の惑星〜GALE〜』（ゆきちゃん〈ママの子〉[43]）
- パチスロ フレームアームズ・ガール（轟雷）
- AK-GARDEN　場内アナウンス（ガデ子[44])
- 直木賞作家×YOASOBI『はじめての』プロジェクトPV
- セブンプレミアム Presents 味覚・三角関係ラブストーリー「麺ジャラスラブ」（七海[45][46]）

## ディスコグラフィ

### キャラクターソング
| 発売日   | 商品名                                                                               | 歌 | 楽曲                                  | 備考                                                                             |
| 2017年   | 2017年                                                                               | 2017年 | 2017年                                | 2017年                                                                           |
| -------- | ------------------------------------------------------------------------------------ | --- | ------------------------------------- | -------------------------------------------------------------------------------- |
| 5月24日  | FULLSCRATCH LOVE                                                                     | FAガールズ | 「FULLSCRATCH LOVE (VERSION 1)」      | テレビアニメ『フレームアームズ・ガール』エンディングテーマ                       |
| 5月24日  | FULLSCRATCH LOVE                                                                     | FAガールズ | 「FULLSCRATCH LOVE (VERSION 2)」      | テレビアニメ『フレームアームズ・ガール』エンディングテーマ                       |
| 6月21日  | フレームアームズ・ガール ミュージック・アルバム 〜轟雷、スティレット、バーゼラルド〜 | 轟雷（佳穂成美）、スティレット（綾瀬有）、バーゼラルド（長江里加）                                                                   | 「あおげば愛しいフルフルDAYS」        | テレビアニメ『フレームアームズ・ガール』挿入歌                                   |
| 6月21日  | フレームアームズ・ガール ミュージック・アルバム 〜轟雷、スティレット、バーゼラルド〜 | FAガールズ | 「FULLSCRATCH LOVE(Version 4)」       | テレビアニメ『フレームアームズ・ガール』エンディングテーマ                       |
| 6月21日  | フレームアームズ・ガール ミュージック・アルバム 〜轟雷、スティレット、バーゼラルド〜 | FAガールズ | 「FULLSCRATCH LOVE(Version 5)」       | テレビアニメ『フレームアームズ・ガール』エンディングテーマ                       |
| 6月28日  | フレームアームズ・ガール ミュージック・アルバム 〜マテリア姉妹、フレズヴェルク〜     | FAガールズ | 「FULLSCRATCH LOVE(Version 7)」       | テレビアニメ『フレームアームズ・ガール』エンディングテーマ                       |
| 6月28日  | フレームアームズ・ガール ミュージック・アルバム 〜マテリア姉妹、フレズヴェルク〜     | FAガールズ | 「FULLSCRATCH LOVE(Version 8)」       | テレビアニメ『フレームアームズ・ガール』エンディングテーマ                       |
| 6月28日  | フレームアームズ・ガール ミュージック・アルバム 〜マテリア姉妹、フレズヴェルク〜     | FAガールズ | 「FULLSCRATCH LOVE(Version 9)」       | テレビアニメ『フレームアームズ・ガール』エンディングテーマ                       |
| 7月5日   | フレームアームズ・ガール ミュージック・アルバム 〜アーキテクト、迅雷〜               | 轟雷（佳穂成美）、スティレット（綾瀬有）、バーゼラルド（長江里加）、迅雷（樺山ミナミ）、アーキテクト（山村響）、源内あお（日笠陽子） | 「My precious…(TV Version)」          | テレビアニメ『フレームアームズ・ガール』挿入歌                                   |
| 7月5日   | フレームアームズ・ガール ミュージック・アルバム 〜アーキテクト、迅雷〜               | FAガールズ | 「FULLSCRATCH LOVE(Version 10)」      | テレビアニメ『フレームアームズ・ガール』エンディングテーマ                       |
| 7月5日   | フレームアームズ・ガール ミュージック・アルバム 〜アーキテクト、迅雷〜               | FAガールズSpecial | 「FULLSCRATCH LOVE(Special Version)」 | テレビアニメ『フレームアームズ・ガール』エンディングテーマ                       |
| 2019年   |                                                                                      | |                                       |                                                                                  |
| 7月24日  | フレームアームズ・ガール〜きゃっきゃうふふなワンダーランド〜 歌のアルバム-熱唱篇-    | 轟雷（佳穂成美） | 「満場一致LOVE ENERGY」               | 劇場アニメ『フレームアームズ・ガール〜きゃっきゃうふふなワンダーランド〜』関連曲 |
| 7月24日  | フレームアームズ・ガール〜きゃっきゃうふふなワンダーランド〜 歌のアルバム-熱唱篇-    | 轟雷（佳穂成美）、スティレット（綾瀬有）、バーゼラルド（長江里加）、迅雷（樺山ミナミ）、アーキテクト（山村響）、源内あお（日笠陽子） | 「My Precious…」                      | 劇場アニメ『フレームアームズ・ガール〜きゃっきゃうふふなワンダーランド〜』挿入歌 |
| 7月24日  | フレームアームズ・ガール〜きゃっきゃうふふなワンダーランド〜 歌のアルバム-絶唱篇-    | FAガールズ | 「満場一致LOVE ENERGY」               | 劇場アニメ『フレームアームズ・ガール〜きゃっきゃうふふなワンダーランド〜』挿入歌 |
| 2021年   |                                                                                      | |                                       |                                                                                  |
| 7月21日  | 百華繚乱 参                                                                          | 岡田切吉房（杉浦しおり）、歌仙兼定（佳穂成美）、二つ銘則宗（河野ひより）                                                             | 「すぺしゃる☆Holy Night!!」           | ゲーム『天華百剣 -斬-』関連曲                                                    |
| 2022年   |                                                                                      | |                                       |                                                                                  |
| 12月21日 | フレームアームズ・ガール キャラクターソング・コレクション                            | 轟雷（佳穂成美） | 「Dream Action!」                     | 「パチスロ フレームアームズ・ガール」関連曲                                      |

### シリーズ一覧
1. ↑  第1期（2017年）、第3期『3rd Season』（2024年）
2. ↑  中・高校生編（2018年 - 2019年）、続・高校生編（2019年）
3. ↑  1ST SEASON（2019年）、2ND SEASON『MEISEI STORY 〜二度目の夏、空の向こうへ〜』（2023年）
4. ↑  第1クール（2021年）、第2クール（2022年）
5. ↑  第1期（2024年）、第2期（2024年）

### ユニットメンバー
1. ↑  轟雷（佳穂成美）、スティレット（綾瀬有）、バーゼラルド（長江里加）
2. ↑  スティレット（綾瀬有）、バーゼラルド（長江里加）、轟雷（佳穂成美）
3. ↑  迅雷（樺山ミナミ）、轟雷（佳穂成美）、スティレット（綾瀬有）、バーゼラルド（長江里加）、マテリア姉妹（山崎エリイ）
4. ↑  アーキテクト（山村響）、轟雷（佳穂成美）、スティレット（綾瀬有）、バーゼラルド（長江里加）、マテリア姉妹（山崎エリイ）、迅雷（樺山ミナミ）
5. 1 2  フレズヴェルク（阿部里果）、轟雷（佳穂成美）、スティレット（綾瀬有）、バーゼラルド（長江里加）、マテリア姉妹（山崎エリイ）、迅雷（樺山ミナミ）、アーキテクト（山村響）
6. ↑  轟雷（佳穂成美）、源内あお（日笠陽子）
7. ↑  轟雷（佳穂成美）、スティレット（綾瀬有）、バーゼラルド（長江里加）、マテリア姉妹（山崎エリイ）、迅雷（樺山ミナミ）、アーキテクト（山村響）
8. ↑  轟雷（佳穂成美）、フレズヴェルク（阿部里果）
9. ↑  轟雷（佳穂成美）、スティレット（綾瀬有）、バーゼラルド（長江里加）、マテリア姉妹（山崎エリイ）、迅雷（樺山ミナミ）、アーキテクト（山村響）、フレズヴェルク（阿部里果）、源内あお（日笠陽子）